# Клюфт, Вим
Виллем Фредерик (Вим) Клюфт (нидерл. Willem Frederik "Wim" Kluft; родился 24 января 1934 года, Амстердам) — нидерландский футболист, игравший на позиции вратаря, выступал за амстердамский «Аякс».

## Спортивная карьера
Вим Клюфт воспитанник футбольного клуба «Аякс», в который он пришёл в возрасте 15 лет. В основном составе клуба провёл два официальных матча. В сезоне 1958/59 был третьим голкипером после Яна ван Дрехта и Бертюса Хогермана. Дебютировал 1 января 1959 года в матче Кубка Нидерландов против любительского клуба ЙОС Ватерграфсмер — встреча завершилась победой его команды со счётом 8:3.
Единственную игру в чемпионате Нидерландов провёл 31 мая 1959 года против клуба НАК. По ходу встречи амстердамцы проигрывали в гостях, но во втором тайме смогли вырвать победу со счётом 2:4.
В октябре 2009 года Клюфт отметил своё 60-летнее членство в «Аяксе».

## Личная жизнь
Вим родился в январе 1934 года в Амстердаме. Отец — Дирк Клюфт, был родом из муниципалитета Розендал эн Ниспен, мать — Вилхелмина Фредерика Эйсендейк, родилась в Амстердаме. Родители поженились в марте 1930 года — на момент женитьбы отец работал столяром. В их семье воспитывался ещё старший сын по имени Дирк.
Женился в возрасте двадцати четырёх лет — его супругой стала 23-летняя Жанне ван Корневал, уроженка Амстердама. Их брак был зарегистрирован 21 марта 1958 года. В августе 1959 года в их семье родился первый сын по имени Эгберт, а в феврале 1963 года второй сын — Рейнауд.